# Whose Line Is It Anyway?
A Whose Line Is It Anyway? (rövidítve Whose Line? vagy WLIIA; magyar fordításban kb. Most akkor ez kinek a szövege?) eredetileg a brit BBC rádiócsatorna improvizáción alapuló műsora volt, melyet egy évad után, a Channel 4 televíziós csatorna 1988-ban tévére alkalmazott. 10 évad után, 1998-ban a műsort Nagy-Britanniában befejezték, de az USA-ban Drew Carey vezetésével az ABC Family csatorna műsorára tűzte a játék egy enyhén módosított változatát. Itt 8 évadot ért meg, majd a csekély érdeklődés miatt 2004-ben a showt levették műsorról. Később, 2006-ban adtak addig nem sugárzott, kivágott jeleneteket tartalmazó, úgynevezett válogatás műsort, de új showt már nem rögzítettek. 2013-ban az amerikai CW újraindította a showt.

## Eredet

### Rádiós múlt
A műsor Dan Patterson és Mark Leveson által 1988-ban a BBC Radio 4 csatornáján kezdte meg pályafutását. A játék e korai változata teremtette meg azt a hagyományt, miszerint a végefőcím alatti stáblistát a szereplők valamilyen előre meghatározott stílusban olvassák fel; mivel rádióműsor volt, valakinek 'fel kellett' olvasni a műsor készítőit, és úgy döntöttek, ez a tevékenység legyen a műsor része, ne pedig a BBC egy hivatásos műsorolvasója.
A 6 epizódból álló rádióműsor vezetője Clive Anderson volt, John Sessions és Stephen Fry állandó szereplésével.
A producerek felvetették a BBC-nek az ötletet, miszerint jó lenne televízióra alkalmazni a műsort, de a BBC hezitált az ötleten. Mire döntésre került volna a sor, a brit Channel 4 televíziós csatorna is bejelentkezett az ötletre.

### Brit televíziós változat
A BBC a pilot epizódra, és még 6 adásra akart szerződést kötni, ezzel szemben a Channel 4 csatorna a pilot adásra, 13 további epizódra, valamint még az első adás műsorba kerülése előtt a teljes második évadra ajánlott szerződést. Ezek után nem volt kérdés, hogy a készítők a Channel 4 ajánlatát fogadják el.

## Játékok
Scenes From a Hat (Jelenetek a kalapból):
Az adás kezdete előtt megkérik a közönséget, hogy írjanak fel pár ötletet bármilyen témában egy-egy cetlire. Később ezek közül az ígéreteseket kiválasztják, majd összekeverik egy nagy kalapban. A játék során a műsorvezető sorra kihúz pár ilyen ötletet (külföldi himnuszok kezdő sora, nem megfelelő Valentin-napi ajándékok, a Titanic alternatív végkifejletei, stb) melyeket a színészek fantáziájuk szerint eljátszanak.